# Bio-MTBE
Bio-MTBE (Bioéter metiltercbutílico) é um combustível produzido com base no biometanol, sendo a percentagem em volume de bio-MTBE considerada como biocombustível de 36%.